# SOS (Abba-låt)
"SOS" är en poplåt skriven av Björn Ulvaeus, Benny Andersson samt Stikkan Anderson och som först spelades in av den svenska popgruppen Abba och publicerades på deras tredje studioalbum Abba våren 1975. Låten gavs ut som singelskiva 1975 och blev gruppens första större internationella framgång sedan "Waterloo", våren 1974. Solostämman sjungs av Agnetha Fältskog, som även spelade in en svenskspråkig version av låten. 

## Historik
Inspelningen påbörjades 22-23 augusti 1974 i Glen studio i Stocksund. En tidig demoinspelning hade titeln "Turn on Me".
En musikvideo regisserades av Lasse Hallström och spelades in under två dagar jämte videorna till "I Do, I Do, I Do, I Do, I Do", "Mamma Mia" och "Bang-A-Boomerang", till en total kostnad av 50 000 kr.
När gruppen gjorde sitt första besök i USA i november 1975, framförde de "SOS" i TV-showerna American Bandstand och Saturday Night Live.
Gruppen framförde "SOS" live vid deras världsturné 1977. Ett av deras framträdanden av låten från Australien togs med i långfilmen Abba – the Movie samma år.  
Agnetha Fältskogs svenska version använde samma musikinspelning som Abba och med text av Stikkan Anderson. Den togs med på hennes femte soloalbum Elva kvinnor i ett hus 1975. Hennes version släpptes som singel i slutet av 1975 och klättrade till plats 4 på försäljningslistan i början av 1976. Den blev även etta på Svensktoppen. 

## Listplaceringar
| Lista (1975)              | Topplacering |
| ------------------------- | ------------ |
| Australiska singellistan  | 1            |
| Österrikiska singellistan | 2            |
| Belgiska singellistan     | 1            |
| Brittiska singellistan    | 6            |
| Kanadensiska singellistan | 9            |
| Nederländska singellistan | 2            |
| Västtyska singellistan    | 1            |
| Irländska singellistan    | 4            |
| Italienska singellistan   | 2            |
| Nyzeeländska singellistan | 1            |
| Norska singellistan       | 2            |
| Schweiziska singellistan  | 3            |
| US Billboard Hot 100      | 15           |
| Lista (2001)              | Topplacering |
| Japanska singellistan     | 15           |

## Övrigt
- Den österrikiska popgruppen Edelweiss hitlåt "Bring Me Edelweiss" från 1988 har en refräng som bygger på "SOS".
- 1992 gjorde den brittiska popgruppen Erasure en cover på låten och gav ut den på sin EP Abba-esque.
- Den finländska rockgruppen The Rasmus spelade in en cover på låten till tributalbumet Come Together - A Tribute to Bravo, 2006.
- På Gyllene Tiders samlingsalbum Soldans på din grammofon från 2013 finns en inspelning av låten, gjord av bandet i replokalen 1980.[4]
- Den amerikanska sångerskan Cher spelade in "SOS" till sitt album Dancing Queen och gav ut den som singel i augusti 2018.
- Hårdrockgruppen Nazareth gjorde en cover på SOS tänkt som b-sida, som aldrig blev släppt förrän den gavs ut på samlingsboxen The Naz Box 9 september 2011.

### Fotnoter
1. ↑  ”ABBA Annual 1975”. Arkiverad från originalet den 23 maj 2013. https://web.archive.org/web/20130523011927/http://www.abbaannual.com/1975.htm. Läst 4 december 2010.
2. ↑  ”ABBA Annual 1974”. Arkiverad från originalet den 23 maj 2013. https://web.archive.org/web/20130523010149/http://www.abbaannual.com/1974.htm. Läst 11 december 2010.
3. ↑   Palm, Carl Magnus: Bright Lights, Dark Shadows: The Real Story of ABBA, ISBN 9780857120571
4. ↑  ”Soldans på din grammofon”. Svensk mediedatabas. 25 februari 2013. http://smdb.kb.se/catalog/id/002973676. Läst 16 juni 2015.